# San Basilio (quartier de Rome)

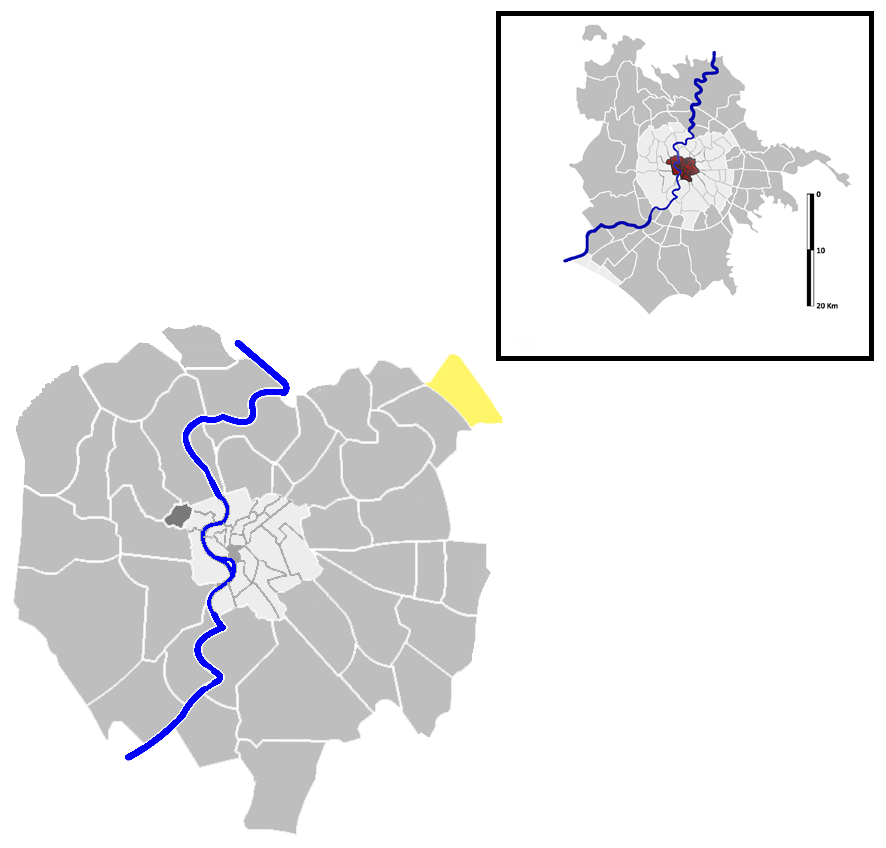
Localisation de San Basilio sur la carte administrative de Rome.

San Basilio est un quartier de Rome (quartiere, en italien), situé en son nord-est, désigné Q.XXX dans la nomenclature administrative locale et y faisant partie du Municipio IV.
Sa population est de 24 582 habitants, répartis sur une superficie de 3,781 8 km2. Il forme également une « zone urbanistique », désignée par le code 5.e, qui en compte 27236 en 2010.

## Sites remarquables
Les églises suivantes (chiese, en italien) :
- Saint-Clet (San Cleto, dans la même langue),
- Saint-Benoît-Joesph-Labre (San Benedetto Giuseppe Labre),
- Saint-Basile (San Basilio) proprio sensu.